# Hielo (canción de Zoé)
Hielo es el segundo sencillo de la banda de Rock Alternativo mexicana Zoé desprendido del álbum Aztlán. Fue publicado en medios digitales el 7 de junio del 2018 por la discográfica Universal Music Latino. El vídeo salió a la luz en YouTube el mismo día de lanzamiento.

## Historia
La canción fue grabada en estudios Panoram, estudios propios de la banda ubicados en Ciudad de México 

“De hecho, grabamos todo el disco en nuestro propio estudio. Ese es uno de los motivos que hizo que la producción del álbum sea aún más placentera e íntima”
León Larregui 

.
El tema principal de la canción de un amor imaginario y olvidadizo que no deja avanzar a uno como persona y que tiene un corazón y una personalidad fría y despiadada.

## Lista de canciones

### Descarga digital[8]
| Hielo — Single |         |          |  |
| N.º            | Título  | Duración |  |
| 1.             | «Hielo» | 5:03     |  |